# Volksbank Esens
Die Volksbank Esens eG war eine deutsche Genossenschaftsbank mit Sitz in der niedersächsischen Stadt Esens in Ostfriesland im Landkreis Wittmund.

## Geschichte
Die Volksbank Esens eG entstand im Jahr 2002 aus der Fusion der Volksbank Esens-Holtriem eG mit dem Sitz in Esens mit der Raiffeisenbank Carolinensiel eG mit dem Sitz in Wittmund-Carolinensiel. Die Volksbank Esens-Holtriem eG hatte bereits im Jahr 2000 die Borkumer Volksbank eG mit dem Sitz in Borkum übernommen.
Die Volksbank Esens-Holtriem eG entstand im Jahr 1983 durch die Fusion der Volksbank Esens eG mit der Raiffeisenbank Holtriem eG mit dem Sitz in Westerholt. Im Jahr 1979 fusionierte die Raiffeisenbank Holtriem eG mit der Raiffeisenbank Nenndorf eG mit dem Sitz in Nenndorf.
Im Jahr 2024 fusionierte die Volksbank Esens eG mit der Raiffeisen-Volksbank Fresena eG.

## Organisationsstruktur
Rechtsgrundlagen waren das Genossenschaftsgesetz und die durch die Generalversammlung beschlossene Satzung. Organe der Bank waren der Vorstand, der Aufsichtsrat und die Generalversammlung.

## Sicherungseinrichtung
Die Volksbank Esens eG war der amtlich anerkannten Sicherungseinrichtung des Bundesverbandes der Deutschen Volksbanken und Raiffeisenbanken GmbH und der zusätzlichen freiwilligen Sicherungseinrichtung des Bundesverbandes der Deutschen Volksbanken und Raiffeisenbanken e.V. angeschlossen.

## Geschäftsausrichtung
Die Volksbank Esens eG betrieb das Universalbankgeschäft. Im Verbundgeschäft arbeitete sie mit der DZ Bank, R+V Versicherung, Bausparkasse Schwäbisch Hall, Teambank, VR Smart Finanz und der Union Investment zusammen.

## Geschäftsgebiet
Das Geschäftsgebiet umfasst den Bereich zwischen Westerholt und Carolinensiel im nördlichen Teil des Landkreises Wittmund. Außerdem war sie auf den Nordseeinseln Borkum, Langeoog und Spiekeroog vertreten.
An diesen Orten betrieb die Bank Filialen:
- Esens (Hauptstelle, jur. Sitz)
- Borkum (Geschäftsstelle)
- Carolinensiel (Geschäftsstelle)
- Langeoog (Geschäftsstelle)
- Neuharlingersiel (SB-Geschäftsstelle)
- Spiekeroog (Geschäftsstelle)
- Westerholt (Geschäftsstelle)